# Silver (film)
Pour les articles homonymes, voir Silver.
Pour plus de détails, voir Fiche technique et Distribution.
Silver (シルバー SILVER) est un film japonais réalisé par Takashi Miike et adapté par Hisao Maki et Saburō Takemoto d'un manga de Hisao Maki. 
Sorti en 1999 et destiné au marché du V-cinema, Silver devait originellement faire l'objet d'une suite et se termine en queue-de-poisson au milieu d'une scène clef de l'intrigue.

## Fiche technique
- Titre : Silver
- Titre original : シルバー SILVER
- Réalisation : Takashi Miike
- Scénario : Hisao Maki et Saburô Takemoto, d'après un manga de Hisao Maki
- Photographie : Yasuhiko Mitsui
- Production : Hisao Maki, Fujio Matsushima et Shizuka Natsuyama
- Durée : 79 minutes
- Pays d'origine : Japon

## Distribution
- Atsuko Sakuraba : Jun Shirogane / Silver
- Kenji Haga
- Shinobu Kandori
- Rumi Kazama
- Hisao Maki
- Fujio Matsushima
- Kōji Tsukamoto